# Двадцатая поправка к Конституции США

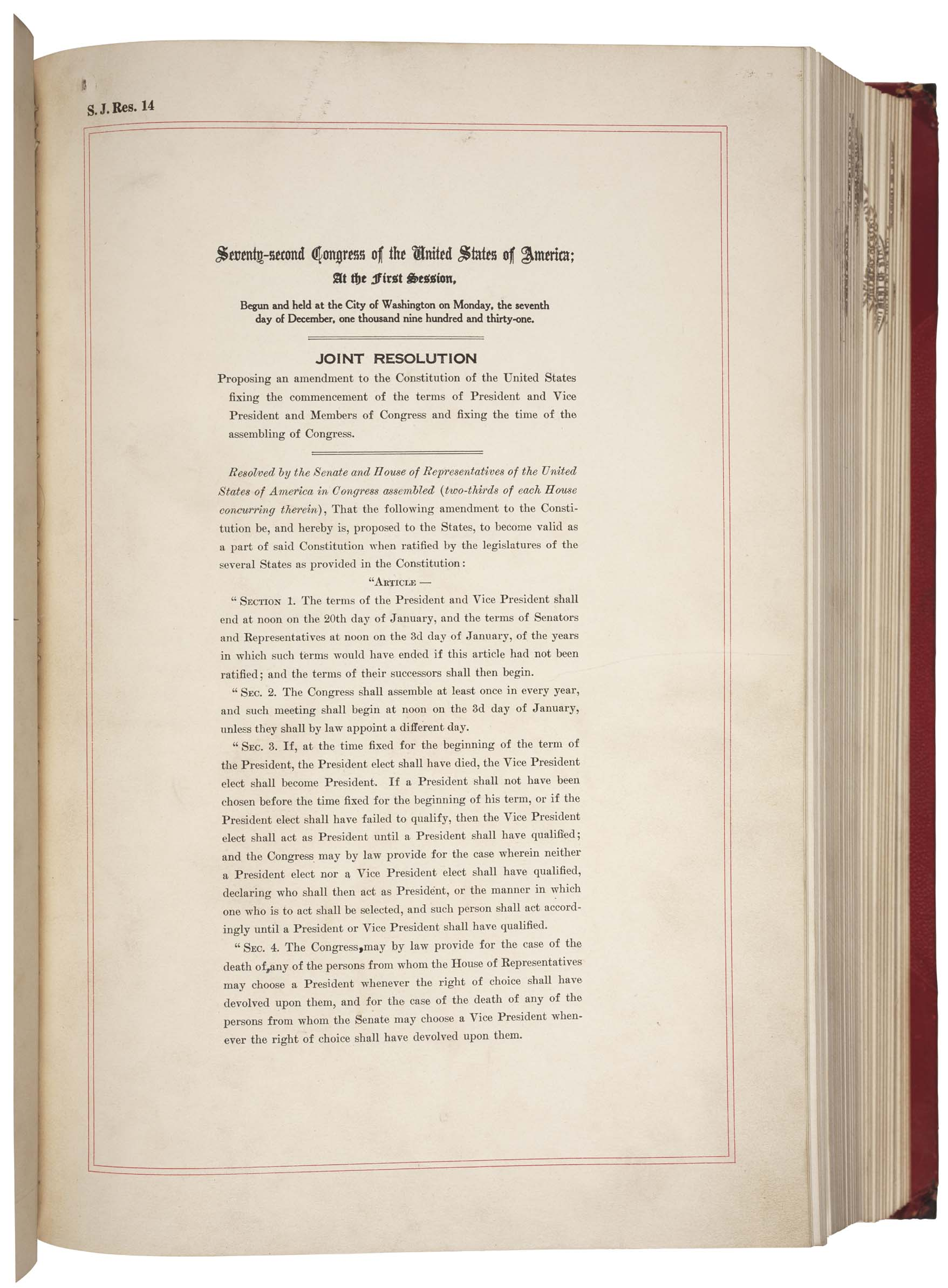
Двадцатая поправка к Конституции США в Национальных архивах

Двадцатая поправка к Конституции США, устанавливающая дату истечения сроков конгресса и президента. Принята 23 января 1933 года.
Поправка сократила переходный период президентства и период «хромой утки», в течение которого члены Конгресса и президент отбывают оставшийся срок полномочий после выборов. Поправка устанавливала, что срок полномочий Конгресса начинается до президентского срока, и что не уходящий, а новый Конгресс проведёт условные выборы, если Коллегия выборщиков зайдёт в тупик в отношении президентских или вице-президентских выборов.
В частности, датой инаугурации президента США после выборов вместо 4 марта стало 20 января. Кроме того, поправка предусмотрела, что в случае смерти избранного президента до инаугурации президентом должен стать избранный вице-президент США.
72-й Конгресс предложил Двадцатую поправку 2 марта 1932 года, она была принята 23 января 1933 года после того, как 36 штатов, составлявших три четверти из существовавших на тот момент 48 штатов, ратифицировали её. Остальные штаты ратифицировали поправку в течение нескольких ближайших месяцев.
Через 23 дня после принятия поправка чуть не понадобилась. 15 февраля 1933 года на избранного президента США Франклина Рузвельта совершил неудачное покушение Джузеппе Дзангара. Если бы стрелявший добился своей цели, то 4 марта на президентском посту уходящего президента Герберта Гувера сменил бы избранный вице-президент Джон Гарнер. 4 марта 1933 года состоялась первая инаугурация Рузвельта и Гарнера — последняя такая процедура в этот день. На второй срок Рузвельт и Гарнер были приведены к присяге, в соответствии с поправкой, 20 января 1937 года.

## Текст
Перевод из электронной библиотеки Исторического факультета МГУ им. М. В. Ломоносова:

Раздел 1. Сроки полномочий Президента и Вице-президента истекают в полдень 20-го дня января, а сроки полномочий сенаторов и представителей — в полдень 3-го дня января того года, когда указанные полномочия должны были бы закончиться, если бы настоящая статья не была ратифицирована; и с этого момента начинают исчисляться сроки полномочий их преемников.
Раздел 2. Конгресс собирается по крайней мере один раз в год, и такое заседание начинается в полдень 3-го дня января, если только Конгресс посредством принятия закона не назначит иной день.
Раздел 3. Если к тому дню, с которого начинается срок полномочий избранного Президента, наступит его смерть, Президентом становится избранный Вице-президент. Если Президент не был избран ко дню, с которого начинается срок его полномочий, или если избранный Президент не отвечает требованиям, предъявляемым к кандидату на эту должность, тогда избранный Вице-президент исполняет обязанности Президента до тех пор, пока Президент не сможет отвечать указанным требованиям; и Конгресс, если ни избранный Президент, ни избранный Вице-президент не отвечают требованиям, предъявляемым к кандидату на эту должность, может посредством принятия закона установить, кто именно будет исполнять обязанности Президента, либо определить порядок избрания лица, которому надлежит исполнять обязанности Президента, и такое лицо будет исполнять соответствующие обязанности, пока Президент либо Вице-президент не сможет отвечать требованиям, предъявляемым к кандидату на эту должность.
Раздел 4. Конгресс может посредством принятия закона предусмотреть меры на случай смерти кого-либо из лиц, из которых Палата представителей, когда право выбора переходит к ней, избирает Президента, и на случай смерти кого-либо из лиц, из которых Сенат, когда право выбора переходит к нему, избирает Вице-президента
Раздел 5. Разделы 1 и 2 вступают в силу в 15-й день октября после ратификации настоящей статьи.
Раздел 6. Настоящая статья не вступает в силу, пока она не будет ратифицирована в качестве Поправки к Конституции легислатурами трех четвертей отдельных штатов в течение семи лет после ее представления.